# Angewandte Chemie
Angewandte Chemie is een van de meest vooraanstaande wetenschappelijke tijdschriften met peer review op scheikundig gebied. Het is een tijdschrift van het Gesellschaft Deutscher Chemiker, dat wordt uitgegeven door Wiley-VCH Verlag (onderdeel van de academische uitgeverij John Wiley & Sons). De naam wordt gewoonlijk afgekort tot Angew. Chem. Het tijdschrift publiceert onderzoek uit alle takken van de scheikunde. Daarnaast verschijnen er ook essays, minireviews, nieuwtjes en conferentieverslagen.
Angewandte Chemie werd oorspronkelijk opgericht in 1887 in Duitsland. Sedert 1962 is ook een Engelstalige versie voorhanden, onder de titel Angewandte Chemie International Edition (afgekort tot Angew. Chem. Int. Ed.). In 2017 bedroeg de impactfactor van het tijdschrift 12,102.